# Стара Кузьниця (Свентокшиське воєводство)
Стара Кузьниця (пол. Stara Kuźnica) — село в Польщі, у гміні Конське Конецького повіту Свентокшиського воєводства.
Населення — 113 осіб (2011).
У 1975-1998 роках село належало до Келецького воєводства.

## Демографія
Демографічна структура на день 31 березня 2011 року:
|          | Загалом | Допрацездатний вік | Працездатний вік | Постпрацездатний вік |
| -------- | ------- | ------------------ | ---------------- | -------------------- |
| Чоловіки | 51      | 5                  | 41               | 5                    |
| Жінки    | 62      | 7                  | 33               | 22                   |
| Разом    | 113     | 12                 | 74               | 27                   |